# Oligotoma gravelyi
Oligotoma gravelyi is een insectensoort uit de familie Oligotomidae, die tot de orde webspinners (Embioptera) behoort. De soort komt voor in India.
Oligotoma gravelyi is voor het eerst wetenschappelijk beschreven door Kapur_&_Kripalani in 1957.